# Fuxing, Anhui
Fuxing är en köping i östra Kina. Den ligger i Susong härad i Anqing i provinsen Anhui, omkring 230 kilometer söder om provinshuvudstaden Hefei. Antalet invånare är 35 395. Befolkningen består av 17 739 kvinnor och 17 656 män. Barn under 15 år utgör 20,0 %, vuxna 15-64 år 67 %, och äldre över 65 år 12,0 %.